# Петър Иваноски
Петър (Петре) Велянов Иваноски е български национален деец и революционер, активист на Вътрешната македоно-одринска революционна организация.

## Биография
Иваноски е роден в 1856 година в село Брусник, Битолско, Македония, тогава в Османската империя. Заедно с братята си Васил Иваноски и Ангел Иваноски оглавяват българската национална борба за българско училище и българска църква в селото. За това многократно са арестувани и бити от властите по гъркомански предателства. В 1898 година техните усилия водят до отварянето на първото българско училище в Брусник,  а българска църква е построена след Младотурската революция в 1908 година. И тримата братя се разоряват в националната борба.
Същевременно Петър Ивановски е деец на ВМОРО и участва в революционния комитет в селото.
Умира през май 1929 година.